# Germ (Rapper)
Germ (bürgerlich René Moses Swain; * 1969 im Odenwald) ist ein deutscher Rapper (MC).

## Kindheit
Germ ist als Kind einer deutschen Mutter und eines amerikanischen G.I. in Frankfurt aufgewachsen. Schon als Kind hat er seinen Vater und seinen Bruder bei einem Autounfall verloren. Als Afrodeutscher erlebte er Diskriminierung. Zu seinen Vorbildern gehörten Sugarhill Gang, MC Shan, Vanilla Ice, MC Hammer, LL Cool J und auch der ihm aus seiner Frankfurter Zeit persönlich bekannte Lyriker Robert Gernhardt. Mit 18 Jahren stand Germ das erste Mal als Rapper auf einer Bühne, wurde jedoch ausgebuht, worauf er das Publikum spontan disste.

## Karriere
Nach einem USA-Aufenthalt im Jahr 1988 arbeitete der Hesse unter dem Namen Zyon (anfangs auch Zion) mit Sven Väth an dessen Projekt „Mosaic“. Später erschien dann seine erste HipHop-Platte unter dem Namen Al Rakhun auf dem Label Dope On Plastic. 1991 wirkte er unter dem Namen Waldvogel bei der Produktion der ersten Single des Volksmusikanten Florian Silbereisen mit. Im gleichen Jahr folgte ein weiterer USA-Aufenthalt, bei dem Germ auch seinen Künstlernamen erhielt. Während der Ausbildung zum Toningenieur wird der junge Mann aus Germany kurz „Germ“ genannt. Gleichzeitig ist Germ auch das Akronym für Genetisch Erschaffenes Reinkarniertes Meisterhirn. Von 1993 bis 1996 war Germ wieder zurück in Frankfurt und veröffentlichte die EP Spirit of Attitude und das Album Day of Resurraction. 1996 ging Germ erneut nach New York und konnte mit More & More beim amerikanischen Label Shadow erstmals in den USA seine Musik herausbringen. Weitere Versuche, sich in den USA zu etablieren, scheiterten jedoch, so dass er 2001 wieder nach Deutschland zurückkehrte und sich diesmal in Berlin-Kreuzberg niederließ. Seitdem stellt er sich regelmäßig beim Battle-Rap den (Zitat) „Herausforderungen minderbegabter Gegner“. In seiner weiteren musikalischen Entwicklung kam es zur Zusammenarbeit mit dem Wu-Tang Clan und dem Projekt Brothers Keepers. Daneben engagierte sich der ehemalige Lehramtsstudent (Deutsch und Geschichte) in der Nachwuchsarbeit: So stellte er als Jah Frankfurter die beiden Neuköllner „U12“-MCs 5 Cent und Big FM in seinem 2005er-Album Skillz’n’Skullz vor, erschienen auf dem frisch gegründeten Dubcore-Label. Im Herbst 2005 absolvierte er als Saint Germain gemeinsam mit dem Freestyler Kayzer MC eine Tournee durch Pariser Clubs. Dabei rezitierte er u. a. im Teufelskostüm Texte von Jean Genet und Charles Baudelaire, während ihn der in ein Priestergewand gekleidete Kayzer MC in lateinischer Sprache disste. Von dieser Zusammenarbeit zeugt der Longplayer Les Miserablez. Im Bundestagswahlkampf 2009 machte er durch eine Veröffentlichung zugunsten des SPD-Kanzlerkandidaten Frank-Walter Steinmeier auf sich aufmerksam.

## Diskografie (Auswahl)

### Alben
- 1994: Day of Ressuraction
- 2002: Bewusstsein

### Singles
- 1993: Spirit of Attitude
- 1995: The Real Sh*t
- 2001: Die Jagd beginnt
- 2002: Verschlusssache: Gott